# Perquie
Perquie település Franciaországban, Landes megyében. Lakosainak száma 342 fő (2022. január 1.). Perquie Monguilhem, Arthez-d’Armagnac, Bourdalat, Hontanx, Montégut, Pujo-le-Plan, Saint-Gein és Villeneuve-de-Marsan községekkel határos.

## Népesség
A település népességének változása:
| Lakosok száma | 389  | 332  | 294  | 369  | 361  | 355  | 350  | 338  | 339  | 342  |
|               | 1968 | 1982 | 1990 | 2006 | 2013 | 2015 | 2017 | 2019 | 2020 | 2022 |